# آرا (ببغاء)
آرا ( بالإنجليزية: Ara) هو جنس من الببغاوات الاستوائية الحديثة التي تضم ثمانية أنواع حية وما لا يقل عن نوعين منقرضين، وهو من ببغاوات (مكاو). صاغ عالم الطبيعة الفرنسي برنار جيرمان دي لاسيبيد اسم هذا الجنس في عام 1799. أطلق على هذا النوع اسم (آرا) من كلمة (Tupi ará) وهي المحاكاة الصوتية للصوت الذي يصدره الببغاء.
آرا هي ببغاوات ضخمة ومذهلة ذات ذيول وأجنحة طويلة ورفيعة وريش ذو ألوان زاهية. كما تُميزه رقعة واضحة على الوجه تحيط بالعينين. كما أن للذكور والإناث ريشًا متماثلاً. هذا النوع هو من الأنواع المفضلة في تجارة الحيوانات الأليفة، وتُعد عملية تهريب الطيور بمثابة تهديد للعديد من الأنواع.

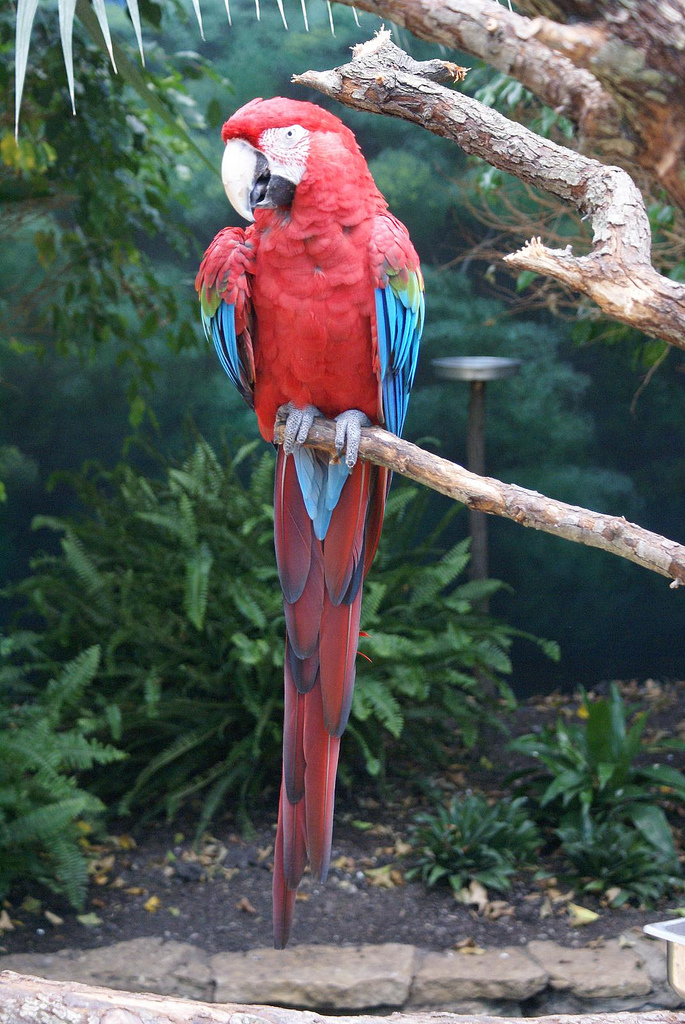
المكاو ذو الأجنحة الخضراء في حديقة بروكفيلد، الولايات المتحدة الأمريكية

## التصنيف
لقد اشتمل نوع «آرا» على عدد من الأنواع الأخرى لسنوات عديدة كما انشقّ عن هذا الجنس ثلاثة أجناس أخرى هي:أورثوبسيتاكا (Orthopsittaca)، بريموليوس (Primolius) ودايوبسيثيكا (Diopsittaca). ويُعد جنسا أورثوبسيتاكا ودايوبسيثيكا أجناسًا أحادية الطراز تختلف من الناحية المورفولوجية والسلوكية كذلك، بينما أنواع المكاو الثلاثة التي تنتمي لجنس بريموليوس هم طيور المكو الخضراء الصغيرة.

### الأنواع والأنواع الفرعية
يوجد ثمانية أنواع على قيد الحياة ونوع واحد منقرض. وكانت آخر مشاهدة مثبتة للمكاو الأحمر الكوبي المنقرض عام 1864 عندما أُطلقت النيران على ببغاء من هذا النوع. ويُحتفَظ بالعديد من جلود المكاو الأحمر الكوبي في المتاحف، بينما لم يبق أي من بيضها على قيد الحياة.
ويُقسّم جنس الـ (آرا ) كما يلي:
- المكاو ذو ألوان الأصفر والأزرق: آرا أراراونا (Ara ararauna) (كارل لينيوس، 1758)
- المكاو ذو الحلق الأزرق: آرا جلوكوجولاريس (Ara glaucogularis) روبرتو دابيني، 1921
- المكاو العسكري: آرا ميليتريس (Ara militaris) (لينيوس، 1766) ومن أنواعه:1) آرا ميليتريس بوليفيانس (Ara militaris bolivianus) Reichenow (Anton Reichenow), 1908

2) الآرا العسكري المكسيكي روبرت ريدجواي، 1915
3) آرا ميليتريس ميليتريس (لينيوس، 1766)
- المكاو الأخضر العظيم (أو ببغاء البوفون) ويسمى Ara ambiguus (جوهان متهوس بشستين, 1811 ومن أنواعه:
- Ara ambiguus ambiguus (Bechstein, 1811)
- Ara ambiguus guayaquilensis فرانك تشابمان (عالِم بالطيور)، 1925
- المكاو القرمزي، ويُسمى Ara macao (لينيوس، 1758)
  - Ara macao cyanopterus ويدينفيلد، 1995
  - Ara macao macao (لينيوس، 1758)
- المَكاو ذو الأحمر والأخضرأو المكاو ذو الأجنحة الخضراء، Ara chloropterus جورج روبرت جراي، 1859
- †المكاو الأحمر الكوبي، الآرا ثلاثي الألوان Bechstein, 1811 (منقرض:الطلقة الأخيرة المعروفة عام 1864)[7]
- المكاو أحمر الجبهة، Ara rubrogenys فريدريك دي لافرسناي، 1847
- المكاو كستنائي الجبهة أو المكاو الخطير، Ara severus (لينيوس، 1758)
- †مكاو سانتا كروز، Ara autocthones الكسندر ويتمور، 1937 (منقرض، عُرف عن طريق عظام تحتية متحفرة)

## الشكل والمظهر

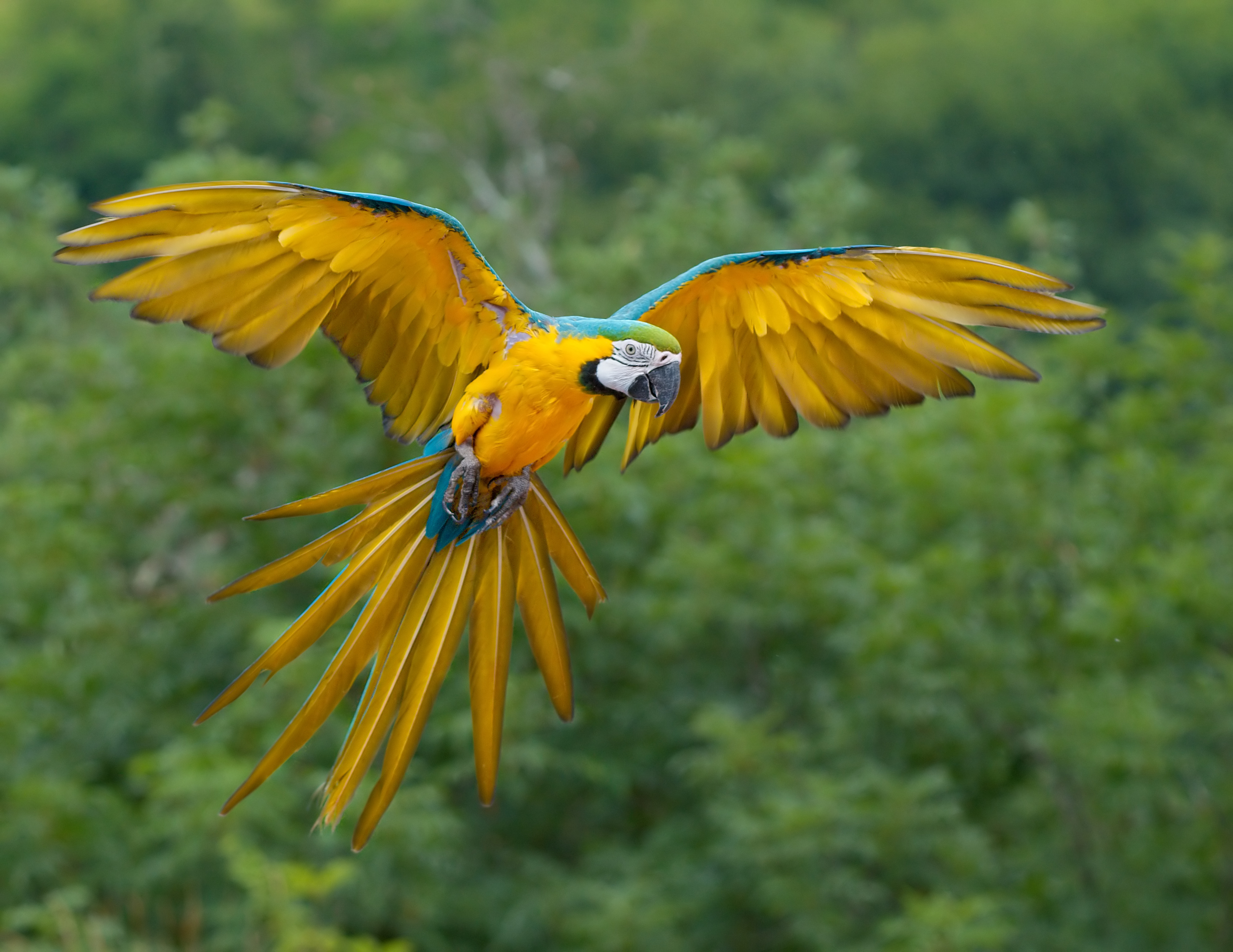
يتميز المكاو ذو الألوان الأصفر والأزرق، كبقيّة أنواع الجنس بأجنحةٍ طويلة وذيلٍ طويل كذلك

ببغاوات آرا هي ببغاوات ضخمة تتراوح أطوالها ما بين 46-51 سم (18–20 إنش) ويبلغ وزنها ما بين 285 و287 غم (10 أونصة) كما هو الحال في المكاو كستنائي الجبهة، أما بالنسبة إلى المكاو ذو الأجنحة الخضراء الحمراء فتتراوح أطوالها ما بين 90-95 سم (35.5-37.5 بوصة) ووزنها يقارب 1708 غم (60.2 أونصة)، تتسم هذه الببغاوات بأجنحة طويلة ورفيعة، كونها بحاجة للسفر لمسافات بعيدة للبحث عن الغذاء. تمتلك فك علوي ضخم منحني للأسفل، بالإضافة إلى بقعة من الجلد الشاحب تحيط بالعين وتمتد إلى قاعدة المنقار.
تحتوي جميع أنواع الجنس (باستثناء المكاو القرمزي) على رقعة من الجلد مغطاة بريش صغير منظم في صفوف لإنشاء نمط على الجلد العاري. في معظم الأنواع يكون المنقار أسود اللون، باستثناء المكاو القرمزي والمكاو الأحمر الأخضر الجناحين اللذان لهما في الغالب منقار علوي ملون وسفلي أسود.
الألوان في ريش ببغاوات آرا مذهلة. يسود في أربعة أنواع منه اللون الأخضر، كما يأخد نوعين آخرين اللون الأزرق والأصفر، ويكون الأحمر هو لون لثلاثة أنواع أخرى (من بينها المكاو الكوبي المنقرض). كما لا توجد مثنوية الشكل الجنسية في الريش، ريش الصغار مشابه لريش الكبار وإن كان باهتًا قليلاً في بعض الأنواع.

## الانتشار والموطن

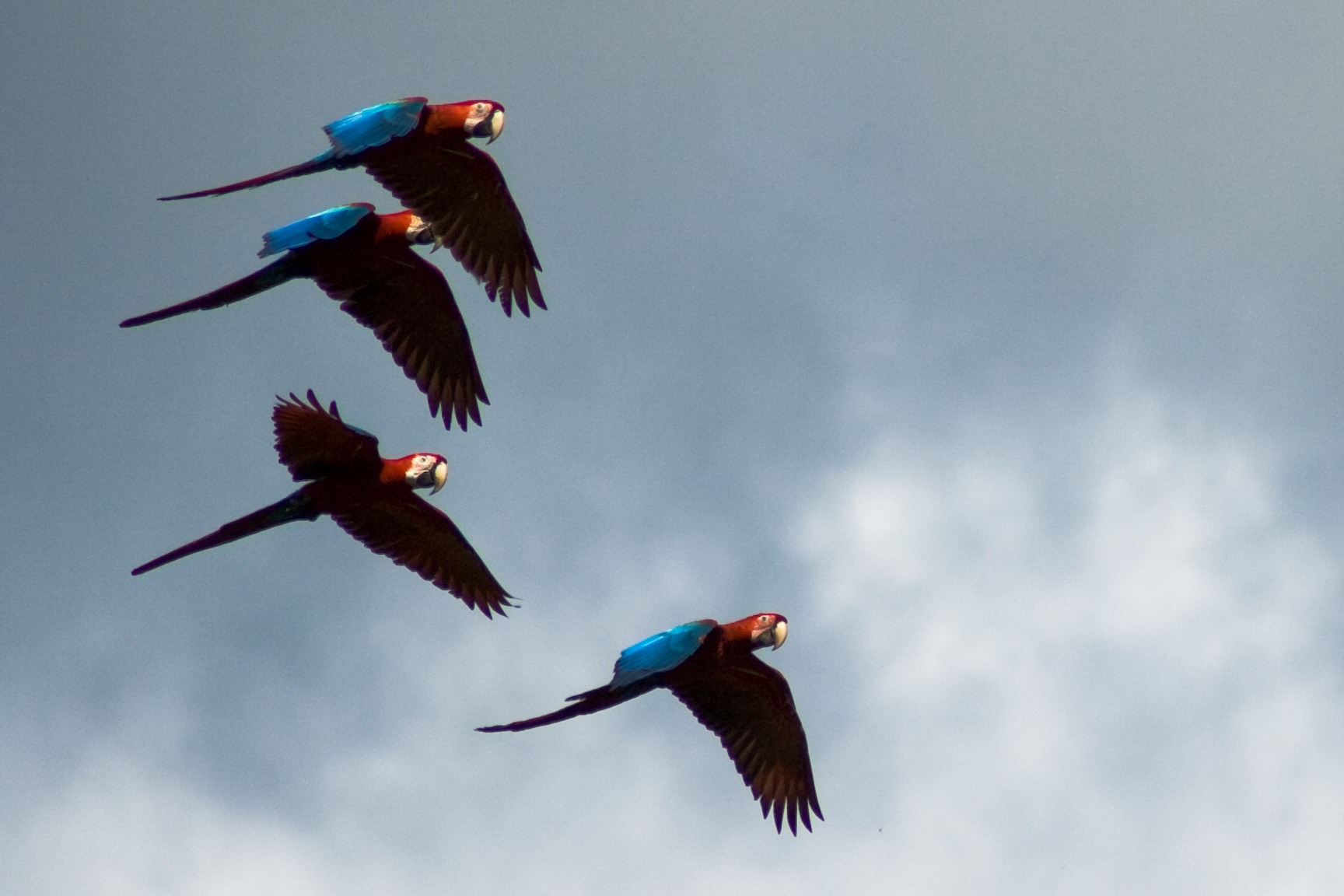
أربعة ببغاوات من ذوات الأجنحة الخضراء تُحلِّق في بيرو

تنتشر ببغاوات آرا انتشارًا استوائيا من المكسيك إلى الأرجنتين. ويتمركز انتشار ببغاء آرا عند حوض الأمازون والمنطقة الحدودية التي تربط بنما بـكولومبيا؛ بحيث يتواجد في كل منطقة ما يصل إلى أربعة أنواع (كما تصل إلى خمسة أنواع على الحدود حيث يقترب المكاو العسكري من نهر الأمازون). كما يوجد سبعة أنواع فيبوليفيا،هذا على الرغم من أن أي منطقة مستقلة في هذه البلد (أو في غيرها) لا تحتوي على أكثر من أربعة أنواع. ويتوزع (أو كان يتوزع) النوع الأكثف انتشارًا، وهو المقو القرمزي، في جميع أرجاء الأجزاء الكبرى من أواسط أمريكا ونهر الأمازون. وعلى الجانب الآخر، ينتشر المكاو ذو الحلق الأزرق والمكاو ذو الجبهة الحمراء انتشارًا ضئيلاً في بوليفيا. وقد ترتب على أنشطة الإنسان تراجع سلسلة العديد من الأنواع بالكلية والجنس ككل في الأزمنة التاريخية. ينتشر المكاو العسكري من شمال المكسيك حتى شمال الأرجنتين، إلا أن هناك ما يعوق تواصل عملية الانتشار؛ حيث تمثل أعداد السكان في المكسيك فجوة كبيرة تعوق التواصل، وكذلك عامل السكان في سلسلة جبال فينزويلا الساحلية، وأيضًا السكان الذين يتواجدون بطول جبال الأنديز من غربفنزويلا إلى شمال الأرجنتين. أما بالنسبة إلى المكاو ذي ألوان الأصفر والأزرق فلم يعُد له وجود في جزيرة ترينيداد منذ الستينيات، والتراجع كذلك من شمال الأرجنتين، كما يتضح انقراض العديد من الأنواع في جُزُر البحر الكاريبي.
وبصفةٍ عامة، تتكيف ببغاوات آرا تمامًا من ناحية متطلبات المعيشة؛ ويُعَد المكاو القرمزي أكثرهم تكيفًا، وذلك وفقًا لانتشاره على نطاق واسع كما سبق تناوله، فهو يستخدم أكثرية أنواع المواطن من غابات مطيرة رطِبة إلى غابات مفتوحة إلى سافانا. فلا ينقصهم سوى أشجار ضخمة مؤهلة يقتاتون منها طعامهم ويستخدمونها كفتحات للتربية. وتتحدد اختيارات البيئة بالنسبة إلى الأنواع الأخرى، ومع ذلك يُعد الاحتياج إلى أشجار ضخمة مطلبًا عامًا. وبصفةٍ عامة، يقطن الببغاء ذو الحلق اللبني «جُزُر» الغابات في السافانا، بينما يفضِّل الببغاء أحمر الجبهة الشجيرات الجافة وغابات الصبَّار.
وقد تسافر الطيور كثيرًا، ضمن سلسلتها، بحثًا عن الطعام في المواسم. ولا تقوم الببغاوات بـهجرة الطيور واسعة النطاق، بينما تقوم في المقابل بتحركات محلية بين سلسلة من البيئات المختلفة.

## التغذية والنظام الغذائي

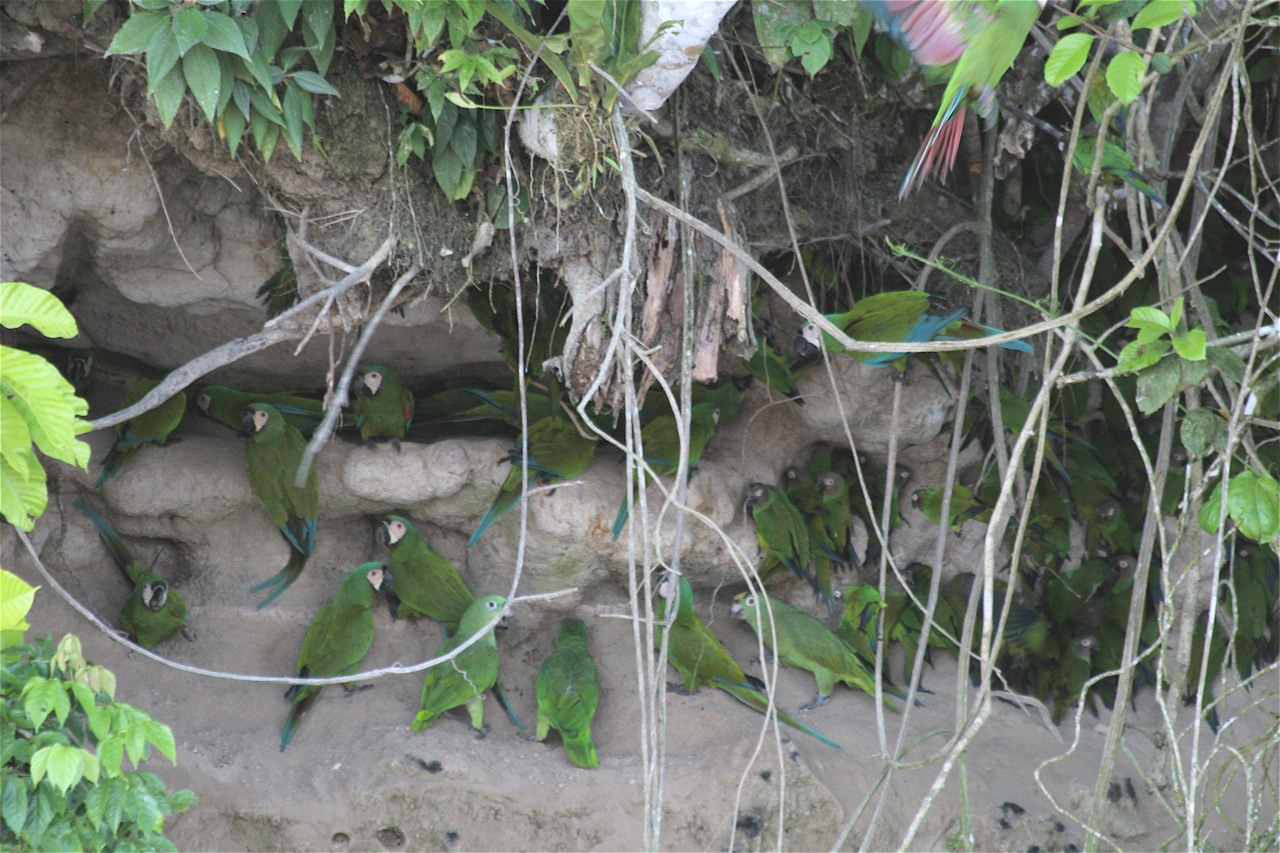
الببغاوات كستنائية الجبهة وMealy Amazon وDusky-headed Parakeet تقف على مقدار ضئيل من الطين فيالإكوادور

ومثل باقي ببغاوات المكاو وأكثرية الببغاوات، تُعَد البذور والفواكه هي الجزء الأساسي في نظام الغذاء المتعلق بجنس ببغاء آرا. ويختلف نوع وكَم النظام الغذائي من نوعٍ إلى آخر. وتتسم ببغاوات المقو، على عكس العديد من الطيور، بأنها مفترسات بذور لا مبعثرات بذور، كما تستخدم مناقيرها فائقة القوة في فتح القواقع شديدة الصلابة. ويتداخل نظامهم الغذائي مع النظام الخاص ببعض أنواع القرود؛ ففي دراسة لـالببغاوات ذو الأجنحة الخضراء ببلدة فنزويلا اتضح إنهم تشاركوا العديد من الأشجار المماثلة كتلك الخاصة بقرود ساكي ملتحي، هذا على الرغم من أن الببغاوات يأكلون البذور وقت احتوائها على كَم أكبر من السموم في مرحلة مبكرة من النضج عن تلك الخاصة بقرود ساكيس (saki)  وكغيرها من الببغاوات الأخرى، قد تلتهم ببغاوات المكاو الطين بهدف امتصاص المُركّبات السامة التي تنتجها بعض البذور السامة التي يأكلونها. وقد يتم التخفيف من حدة المركبات السامة الكامنة في بعض الأطعمة من خلال مركبات أخرى، مثل مركبات حمض التنِّيك، التي تدخل ضمن أطعمة أخرى تأكلها الببغاوات في نفس الوقت الذي تأكل فيه الأطعمة السامة.

## التربية
تبني ببغاوات آرا أعشاشها داخل التجاويف مثل جميع الببغاوات تقريبًا، وتتخذ أغلبية الأنواع أعشاشًا في فجوات داخل الأشجار سواء كانت تلك الأشجار بها حياة أو ميتة. وقد تُستخدم الفتحات الطبيعية المتواجدة في الأشجار والميتة منها على وجه الخصوص، كما تُستخدم فتحات أنشأتها أنواع أخرى حال خلوّ الشجرة من تلك الفتحات الطبيعية؛ إذ لا زال المكاو العسكري في المكسيك يستخدم الفجوات التي حفرتها ببغاوات نقار الخشب الإمبراطوري، بالإضافة إلى اتخاذ الأعشاش في الأشجار، يعشش المكاو العسكري والمكاو الأحمر الأخضر في الصدوع الطبيعية التي تتواجد في المنحدرات. ويقصُر اعتماد المكاو أحمر الجبهة في الاستيطان على هذه العشش، وذلك نظرًا لغياب الأشجار الضخمة بشكلٍ كافٍ في نطاق معيشتها.

## الأنواع
| آرا                                                                    | آرا    | آرا | آرا                                               |
| أسماء ثنائية وشائعة                                                    | الصورة | الوصف | الانتشار                                          |
| ---------------------------------------------------------------------- | ------ | --- | ------------------------------------------------- |
| مكاو أخضر كبير (مكاو بوفون) الاسم العلمي (Ara ambiguus)                |        | طوله من 85-90 سم (33-36 بوصة). معظم الأنواع لونها أخضر، يمتلك بقعة حمراء على الجبهة، ولديه أجنحة خضراء وزرقاء. | أمريكا الوسطى والجنوبية، من هندوراس إلى الإكوادور |
| مكاو أزرق أصفر (أو المكاو الأزرق الذهبي) الاسم العلمي (Ara ararauna)   |        | | بنما ، كولومبيا حتى جنوب وسط البرازيل.            |
| مكاو أحمر أخضر الاسم العلمي (Ara chloroptera)                          |        | |                                                   |
| مكاو أزرق الحنجرة الاسم العلمي (Ara glaucogularis)                     |        | |                                                   |
| مكاو قرمزي الاسم العلمي (Ara macao)                                    |        | |                                                   |
| مكاو عسكري الاسم العلمي (Ara militaris)                                |        | يبلغرطوله 70 سم (28 بوصة). يمتلك جبهة خضراء حمراء في الغالب.                                                   |                                                   |
| مكاو أحمر الجبهة الاسم العلمي (Ara rubrogenys)                         |        | |                                                   |
| مكاو كستنائي الجبهة الاسم العلمي (Ara severa)                          |        | |                                                   |
| مكاو كوبي الاسم العلمي (Ara tricolor)                                  |        | |                                                   |
| مكاو جزر الأنتيل الصغرى [الإنجليزية] الاسم العلمي (Ara guadeloupensis) |        | | افتراضي ، منقرض - غوادلوب                         |
|                                                                        |        | معروف فقط من عظام شبه أحفورية عثر عليها في موقعين أثريين.                                                      |                                                   |

## الأنواع المنقرضة الافتراضية
| الأنواع المنقرضة الافتراضية                                                                       | الأنواع المنقرضة الافتراضية | الأنواع المنقرضة الافتراضية | الأنواع المنقرضة الافتراضية |
| أسماء ثنائية وشائعة                                                                               | الصورة                      | الوصف | الانتشار                    |
| ------------------------------------------------------------------------------------------------- | --------------------------- | --- | --------------------------- |
| †مكاو جاميكا ذو ألوان الأصفر والأخضر أو المكاو الأخضر ذو الرأس الحمراء (Ara erythrocephala) منقرض |                             | الطول غير معروف. رأس حمراء، جسم أخضر ساطع، أجنحة زرقاء وأغطية عظيمة. ذيل قرمزي وأزرق عند القمة، بينما كان الذيل والأجنحة ذوات ألون برتقالي-أصفر شديد الدرجة في المنطقة السفلى   | جامايكا                     |
| †المكاو ذو الألوان الأصفر واللبني (Ara erythrura) منقرض                                           |                             | الطول غير معروف. أزرق وأصفر. في كتاب روتشيلد "طيور منقرضة" (1907)يظهر ذيل المكاو ذو الألوان الأصفر واللبني يميل إلى الأزرق على لوحة الألوان، في حين وصف النص بأنه "أحمر تماما." | جامايكا أو مارتينيك         |
| †مكاو جامايكا الأحمر أو Gosse's Macaw (Ara gossei) منقرض                                          |                             | الطول غير معروف. مشابه للمكاو الأحمر الكوبي. جبهة صفراء:اختلاف أساسي. | جامايكا                     |
| †مكاو جزر الأنتيل الصغرى أو Guadeloupe Macaw (Ara guadeloupensis) منقرض                           |                             | الطول غير معروف. نفس لون المكاو القرمزي، ولكنه أصغر حجمًا، ذو بقع حمراء على الذيل وأخرى صفراء على الأجنحة.                                                                       | جامايكا                     |
| †مكاو جزيرة مارتينيك (Ara martinica) منقرض (والتر روتشيلد، البارون روتشيلد 2، 1905)               |                             | الطول غير معروف. مشابه لـAnodorhynchus leari وAnodorhynchus hyacinthinus، ولكن الصدر يتلون بألوان الأحمر والبرتقالي.                                                            | مارتينيك                    |

## وصلات خارجية
- Hybrid Ara macaws